# Abba Seafood
Abba Seafood (originariamente soltanto Abba AB) è un'azienda svedese specializzata nella lavorazione e conservazione del pesce. La sede sociale è situata a Göteborg mentre la conserveria a Kungshamn.
La compagnia ittica è stata fondata nel 1838 in Norvegia a Bergen, per trasferirsi poi qualche anno più tardi a Stoccolma in Svezia dove poi è rimasta. Nel 1906 il nome AB Bröderna Ameln, ABBA venne ufficialmente registrato. Nel 1981, Abba si fonde con Volvo, il marchio è venduto a Procordia e dal 1995, Abba fa parte del gruppo industriale norvegese Orkla ASA. La marca riesce a farsi conoscere fuori dalla Scandinavia esportando i propri prodotti grazie ai negozi d'arredamento IKEA che li vendono nei loro market alimentari.